# ステファン・ラビエ
ステファン・ラビエ（Stéphane Ravier, 1969年8月4日 - ）は、フランスの政治家。「再征服」所属の元老院議員（2期）、マルセイユ市議会議員（2期）。
1991年から2022年まで国民連合に所属し、マルセイユ7区区長、プロヴァンス＝アルプ＝コート・ダジュール地域圏議会議員を歴任した。

## 来歴
1969年、電気工事士の父とイタリア出身の専業主婦の母の間に生まれた。家族と一緒にマルセイユの北地区（カルチエノール）で育った。両親はフランソワ・ミッテランの支持者であり、祖母は共産主義を謳っている。
国家公務員試験に合格し、郵便業務の役所で務め出した。その後、通信会社オランジュマルセイユ支局に入社し、商業担当社員として働いた。
結婚し、二人の子供を持っている。

## 政治活動

### 始まりと昇進
16歳から国民戦線で活動しており、1995年にマルセイユ3区区議会議員に選出してからすべての選挙に出馬している。
2010年プロヴァンス＝アルプ＝コート・ダジュール地域圏議会選挙ではジャン＝マリー・ル・ペン代表の下、ブーシュ＝デュ＝ローヌ県を代表して出馬した。投開票の約23％を獲得し地域圏議会議員に選出した。
2012年、議会総選挙の際ブーシュ＝デュ＝ローヌ県第3区で国民戦線を代表として立候補した。決選投票では699票の差で敗れた。

### 区長と元老院議員
2014年のフランス市議会議員選挙において、「Marseille bleu Marine」という国民戦線人名簿を掲げマルセイユで選挙活動を行った。2014年3月23日、第一次投票の際5万9159票を獲得し、2位に終わった。3月30日、第二次投票が行われ、国民運動連合所属のジャン＝クロード・ゴーダンが票を一番集めステファン・ラビエは敗れた。だが約1万6千票を獲得し、マルセイユ7区区長に選出された。
2014年9月28年の元老院議会議員選挙の際、ブーシュ＝デュ＝ローヌ県選挙区で投開票の12.4％を集めフレジュス市長デヴィッド・ラシュリンヌと共に初の国民戦線所属上院議会議員となった。
2015年フランスプロヴァンス＝アルプ＝コート・ダジュール地域圏議会選挙に国民戦線を代表して立候補し選出するが、任期の重複を避けるため早くも地域圏議会議員の座を辞任した。
2017年フランス議会総選挙にブーシュ＝デュ＝ローヌ県第3区を選挙区として出馬した。第一次投票の際は投開票の30.8％を獲得するが、第二次投票において共和国前進候補に敗れた。
任期重複防止法案が採決されてから、マルセイユ7区区長を辞職した。副市長を務めていた姪サンドリーヌ・ダンジオが代理で区長の役割を果たした。
2020年マルセイユ市議会議員選挙に国民連合代表で出馬するが、第一次及び第二次投開票において左派政党連合代表に敗れ落選した。さらに、国民連合が唯一手にしていた区であるマルセイユ7区も約4千票の差で共和党代表に獲得された。それに対しラビエは不正疑惑を明らかにし、マルセイユ7区において選挙無効請求上告を申し立てた。
市議会議員選挙を落選し弱体化されたと思われたが、同年9月に行われた元老院議会議員選挙において再度当選した。

### エリック・ゼムールとの結集

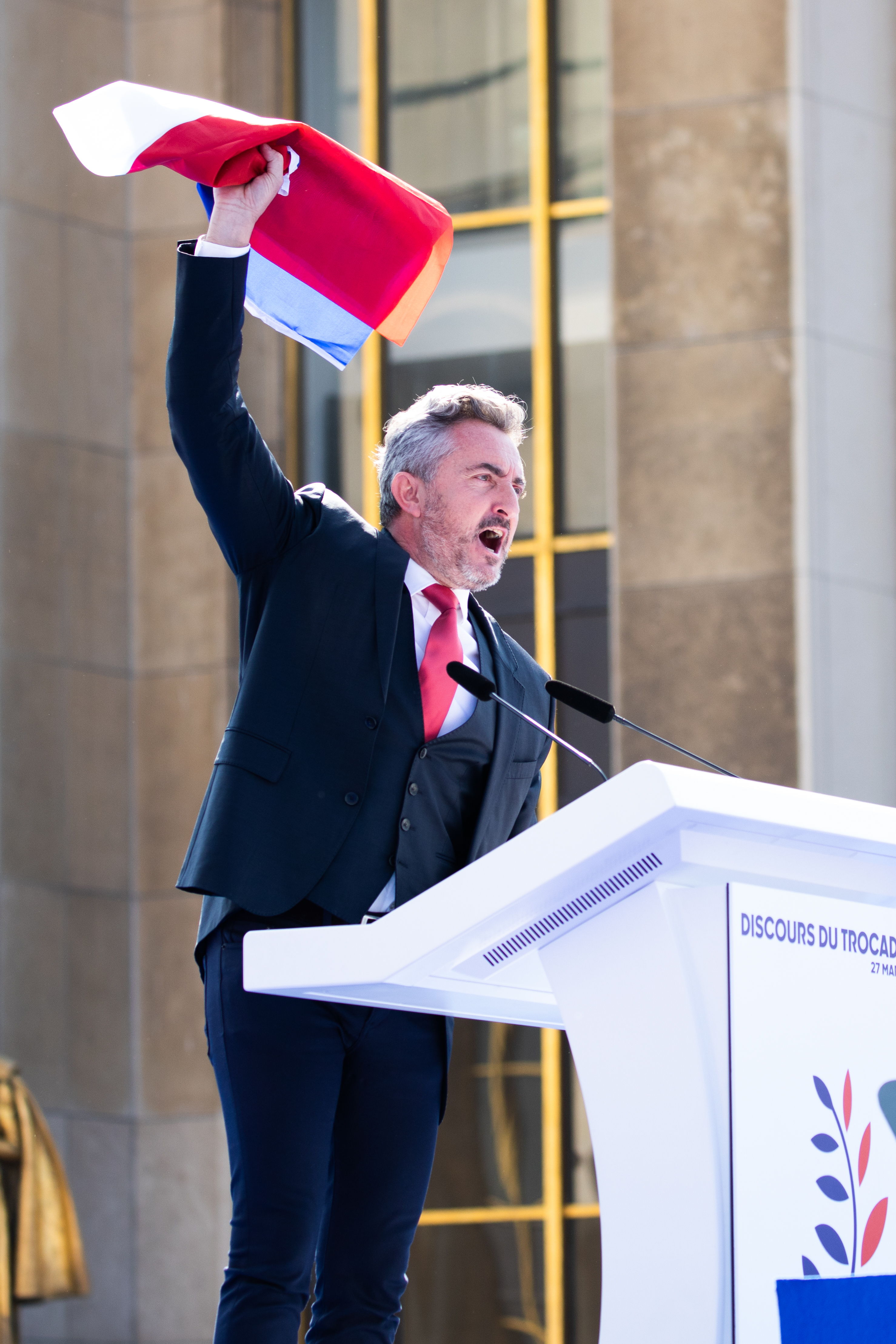
トロカデロ広場で開かれたエリック・ゼムールの集会で演説するラビエ（2022年3月27日）

2022年2月、国民連合所属議員がエリック・ゼムールに大統領選挙候補推薦を署名したことが原因で生まれた派閥の対立において、党の執行部から非難を受けた。これをもって、国民連合の中央委員会と中央評議会を抜けた。
同じ時期、党に残りながらも地域主義を標榜とする団体「Marseille d'abord」の創設を発表した。
2月13日、2022年フランス大統領選挙を機に国民連合を離党してエリック・ゼムールを支持するため「再征服」への入党を公表した。

## 主張・政治思想
フランス人作家ルノー・カミュが提唱したグレート・リプレイスメントを擁護している。
2016年、エビアン協定に対し批判的なコメントをし、シャルル・ド・ゴールを「愚かな軍将軍」と形容した。
同年6月、ミリアム・エル・コムリ労働大臣を中心とした政府提案の労働に関する法案を審議する際、元老院議会で労働基準法の適用範囲の拡大、労働組合の活動の制限や企業間協定成立の容易化、残業の脱税などの修正案を提出した。それに対しマリーヌ・ル・ペン党首は自由主義過ぎるとして、修正案を取り下げるよう厳命した。
2016年11月、マルセイユ7区区議会において反移民協議を提出し、移民80人のマルセイユへの移動に対してデモを行った。
2018年10月、ツイッターで極右団体「Génération Identitaire」による民間組織「SOS Méditerranée」事務所の占拠に対して賛辞を述べた。

## 疑惑・裁判

### 汚職疑惑
2021年、フランス対汚職機関は公金横領の可能性があると発表し、息子を自身の区役所に雇ったりなど彼の管理を批判した。
同年8月、マルセイユ検事局は公共調達に関わる問題において「依怙贔屓とその隠匿」として予備審問を開始した。

### サミア・ガリ問題における破棄
2019年4月の公開討論会の際、「サミア・ガリ（Samia G.）はマルセイユのGスポットである」と発言した。この発言に対しマルセイユ軽罪裁判所は「女性差別の侮辱」として一千五百ユーロの罰金刑に処した。
エクス＝アン＝プロヴァンス控訴院は「聴講者を笑わせることを目的としたこの疑わしい言葉遊びはサミア・ガリ氏を性的なシンボルや物体と同一視しておらず、彼女の性へ参照はしていない」と述べ、よって「（この言葉は）侮辱として成り立たない」として原判決を取り消した。

### 人種的中傷における無罪判決
2021年7月、セーヌ＝エ＝マルヌ携帯ショップ店員刺殺事件の後、ツイッターで被害者の顔写真と一緒に「18歳のテオはクレイユ＝スウイでセネガル人によって殺された。イミグレーションはフランスの青少年を殺す」と投稿した。それを見た「反ユダヤ主義及び人種主義に対する国際同盟」（Ligue internationale contre le racisme et l'antisémitisme）は通報し、マルセイユ検事局が調査を開いた。
2023年5月12日、検察官は「人種的中傷」として一千ユーロの罰金刑を求めた。7月7日、マルセイユ軽罪裁判所は「「中傷」は人物に対しての名誉毀損を罰するためにある、だが「イミグレーション」という言葉は特定の人物を対象としていないため、この事件において「中傷」は成り立たない」と述べ、無罪判決を下した。

## 所属団体・議員連盟
- 障害者研究会（Groupe d'études Handicap）[37]